# کاردینال زرد
کاردینال زرد (نام علمی: Gubernatrix cristata) گونه‌ای از پرندگان تیره فرخندگان و تنها عضو سردهٔ سُکّان‌دار (Gubernatrix) می‌باشد که در ساواناهای خشک، بوته‌زارهای مرطوب گرمسیری یا نیمه‌گرمسیری و چمن‌زارهای معتدل آرژانتین، برزیل، پاراگوئه و اوروگوئه زندگی می‌کند.
در حال حاضر این پرنده به دلیل تخریب زیستگاه‌هایش در فهرست گونه‌های در خطر انقراض قرار گرفته است.
این پرنده گاه جزو گنجشک‌های امریکایی در سرده زردپره‌ایان طبقه‌بندی می‌شد اما مطالعات جدیدتر آن را عضو تیره فرخندگان می‌داند.